# Władimir Kazaczonok
Władimir Aleksandrowicz Kazaczonok, ros. Владимир Александрович Казачёнок (ur. 6 września 1952 w Kołpino w obwodzie leningradzkim, Rosyjska FSRR, zm. 26 marca 2017 w Petersburgu) – rosyjski piłkarz, grający na pozycji napastnika, reprezentant ZSRR, trener piłkarski.

## Kariera piłkarska

### Kariera klubowa
W dzieciństwie zorganizował piłkarską drużynę, z którą uczestniczył w turnieju „Skórzana piłka”. Jako junior grał w miejscowym zespole Iżoriec Kołpino. Jednym z pierwszych jego trenerów był Siergiej Salnikow. W 1971 rozpoczął karierę piłkarską w drużynie rezerw Zenitu Leningrad. W następnym roku debiutował w pierwszej drużynie. Potem przez trzy lata służył w milicyjnym klubie Dynama Moskwa. W 1979 powrócił do Zenitu Leningrad. Od 1981 pełnił funkcje kapitana drużyny. W 1983 postanowił zakończyć karierę piłkarską, gdyż był w konflikcie z głównym trenerem Pawłem Sadyrinym, a występować w innym klubie nie chciał.

### Kariera reprezentacyjna
1 grudnia 1976 debiutował w reprezentacji ZSRR w towarzyskim meczu z Brazylią (0:2). Łącznie rozegrał 2 mecze.

## Kariera trenerska
Po zakończeniu kariery piłkarskiej rozpoczął pracę trenerską. W latach 1987–1989 prowadził Dinamo Petersburg. Potem rok pracował w Finlandii, próbował swych sił jako komentator meczów piłki nożnej, pracował na stanowisku wicedyrektora SDJuSzOR Zenit Petersburg, próbował stać się deputowanym, ale w ostatniej chwili wycofał swoją kandydaturę. W końcu powrócił do pracy trenerskiej. W latach 2001–2002 trenował Swietogoriec Swietogorsk, a potem Dinamo Petersburg i Pietrotriest Petersburg. W 2006 objął stanowisko głównego trenera FK Chimki, z którym zdobył awans do Priemjer-Ligi. W połowie sezonu 2007 zachorował na wysokie ciśnienie krwi. Po miesiącu leczenia powrócił do kierowania drużyną, ale 6 września 2007, w dzień swoich 55 urodzin, zrezygnował z funkcji trenera. Potem trenował drugą drużynę Zenitu Smiena-Zenit Petersburg. Po jej rozformowaniu został zaproszony na stanowisko głównego trenera estońskiego Sillamäe Kalev. W styczniu 2012 prowadził reprezentację Sankt-Petersburga na turnieju im. Granatkina.

## Sukcesy i odznaczenia

### Sukcesy klubowe
- brązowy medalista Mistrzostw ZSRR: 1980
- zdobywca Pucharu ZSRR: 1977

### Sukcesy trenerskie
- mistrz Rosyjskiej Pierwszej Dywizji: 2006

### Sukcesy indywidualne
- wybrany do listy 33 najlepszych piłkarzy ZSRR: Nr 3 (1974, 1979, 1980)
- członek Klubu Grigorija Fiedotowa: 104 goli

### Odznaczenia
- tytuł Mistrza Sportu Klasy Międzynarodowej